# Отель Ламбер
48°51′03″ пн. ш. 2°21′35″ сх. д. / 48.8509° пн. ш. 2.3596° сх. д.
«Отель Ламбер» (фр. Hôtel Lambert фр.: [otɛl lɑ̃bɛːʁ]) — особняк XVII століття у центрі Парижа на острові Сен-Луї. З 1843 — політичний штаб і культурний центр польської емігрантської діаспори у Франції чолі з Адамом Єжи Чарторийським і його братом Костянтином. У переносному сенсі польська революційна еліта XVIII століття, яку очолював Адам Чарторийський (1770—1861). Ставила на меті визволення Польщі з-під московського гніту.

## Історія назви
Отель Лямбер — від назви паризької резиденції голови організації — князя Адама Чарторийського, обраного в січні 1831 р. президентом Національного уряду.

## Зв'язки з Україною
У 1848 році, у самий розпал «Весни народів» — національного руху, який охопив Європу, один із учасників Отелю Лямбер, найбільш імовірно — Міхал Чайковський (1804—1886 рр.), надавав перспективі українського козацького руху загальноєвропейського значення. Міхал Чайковський разом із іншими поляками-українофілами входив до «українського гуртка» при об'єднанні польських емігрантів Готелі Лямбері. Його представники вбачали відродження Речі Посполитої як федеративної демократичної держави, у відбудові якої велику роль мав відіграти український та козацький національний антиімперський рух.

## Зв'язки з Кубанню і Кавказом
Важливим напрямом діяльності Готелю Лямбер стає агітація серед українського населення та козацьких військ та підтримка кавказьких горців у їх війні проти Російської імперії. Секретаріат Отелю Лямбер — «Влада» — активно займався налагоджуванням зв'язків із горцями Північно-Західного Кавказу та поляками, які служили в Кавказькому корпусі. Планувалось утворити регулярну антиімперську армію на Кавказі, основою якої могли б стати поляки-дезертири з російської армії. Особливо активно кавказькими питаннями займалося представництво Отелю Лямберу в Стамбулі — «Східне Представництво», яке очолив Міхал Чайковський.
Першу польську місію до горців у 1844—1846 рр. здійснив член секретаріату «Влада» Л. Зверковський (Льонуар). У нього був налагоджений зв'язок із натухайським князем Сефер-беєм (Зан-Уко). Планувалося налагодити також контакт безпосередньо із Шамілем. Чарторийський був переконаний, що без союзу із Шамілем спільний виступ разом з горцями, козаками і російськими заколотниками був неможливий. Зверковський мав переконати горців у необхідності об'єднання, дослідити можливості масового дезертирства поляків із Кавказького корпусу та створення регулярної польської армії на Кавказі. Зустріч безпосередньо із Шамілем не відбулася через тяжке поранення Зверковського.
У червні 1846 р. на Кавказ прибув ще один емісар А. Чарторийського — Казимир Гордон із такими ж завданнями. Але, незважаючи на намагання налагодити контакти безпосередньо з імамом Шамілем, діяльність польських емісарів обмежувалася Черкесією. Певною мірою це було обумовлене тим, що Лівобережна Кубань межувала із Чорноморією, українське населення якої розглядалося як потенційний союзник у планах спільної польсько-української антиімперської акції.
Навесні 1846 р. під час перебування в Стамбулі голова «Східного Представництва» Міхал Чайковський зустрівся з лідером убихів Хаджі Берзеком Карантухом, який передав Чарторийському такий лист: «У нас із вами спільна мета в боротьбі наших народів за незалежність. Тому я зобов'язуюсь приймати у себе поляків, дезертирів із російської армії, а також інших, і поводитись із ними добре. Я також зобов'язуюсь провести в Черкесію генерала артилерії та інженерних військ Казимира Гордона та піклуватись про нього…. Ми будемо прислуховуватись до його порад і будемо його вважати посланцем польського вождя». Казимир Гордон разом з убихами брав участь у боях із російськими військами і загинув на початку 1847 р.
У липні 1847 р. член секретаріату Отелю Лямбер Л. Бистжоновський повинен був очолити нову експедицію на Кавказ. Його план складався з двох варіантів можливого розвитку подій. Перший, настільки грандіозний, наскільки ж і нереалістичний варіант, передбачав організацію загального повстання козаків і горців, утворення регулярної частини з поляків та здійснення експедиції в глибину Росії, другий (на випадок невдачі при залученні козаків до повстання) передбачав масштабні військові дії об'єднаних сил поляків і горців проти російських фортів на Чорноморській береговій лінії. Існувало ще декілька прожектів, які передбачали спільні широкомасштабні наступи поляків та військ Шаміля на Кавказі та Волзі. Відповідно до плану Бистжоновського, на Кавказі могли бути утворені декілька держав — незалежний імамат Шаміля та дві козацькі держави (Чорноморських та лінійних козаків). Але ці плани не були здійснені.